# Žehňa
Žehňa (in ungherese Zsegnye) è un comune della Slovacchia facente parte del distretto di Prešov, nella regione omonima.